# Deutsche Bergmeisterschaften

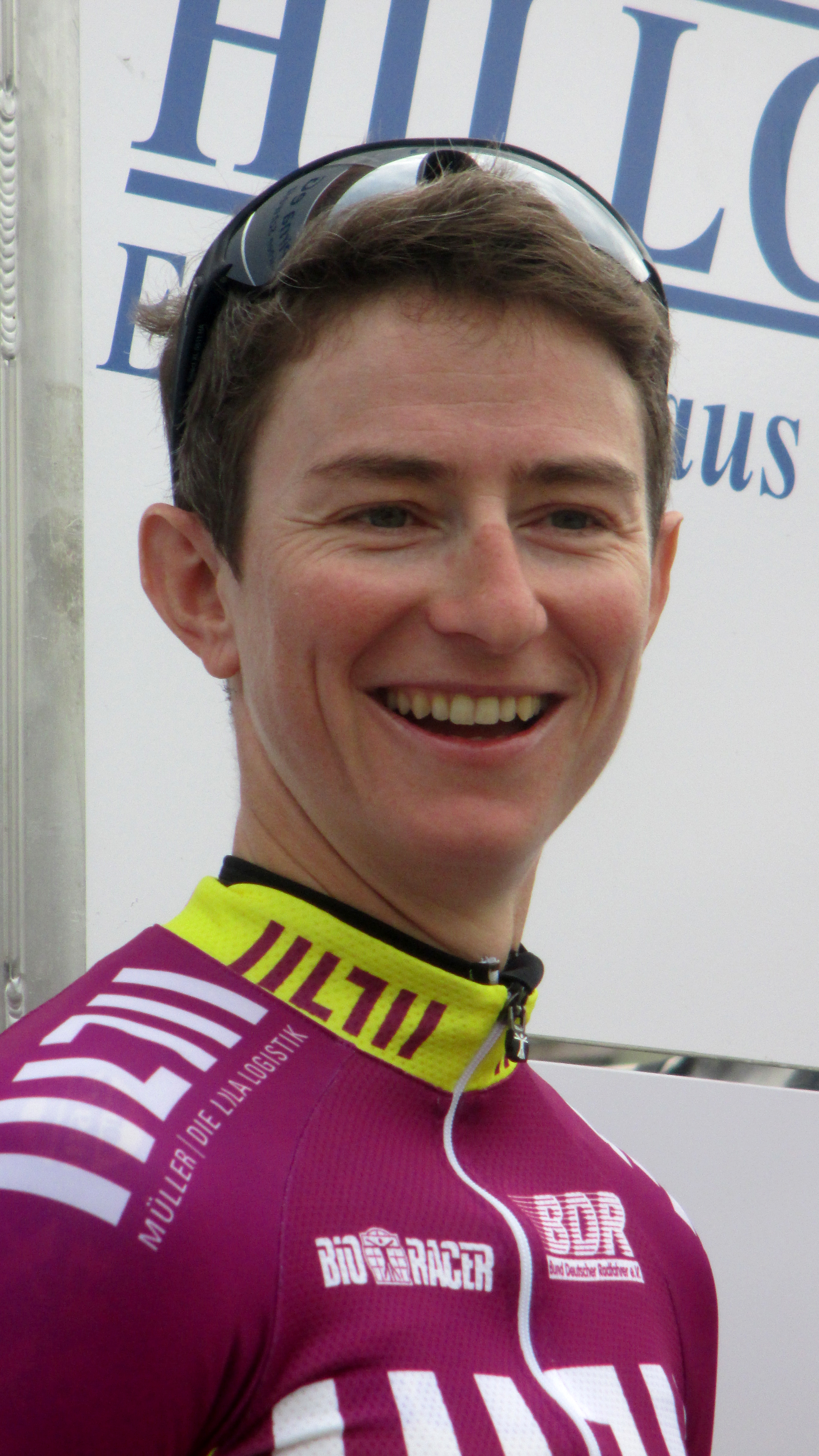
Beate Zanner (2018) – Siegerin Elite FT und Elite Frauen – Rund um Sebnitz

Die Deutsche Bergmeisterschaft ist eine im Straßenradsport durch den Bund Deutscher Radfahrer bzw. seiner Vorgängerorganisation Deutscher Radfahrer-Verband vergebene Deutsche Meisterschaft. Im Bereich des Deutschen Radsport-Verbands der DDR wurden DDR-Bergmeisterschaften ausgetragen.
Der Austragungsmodus hat dabei mehrfach gewechselt: Das Radrennen wurde zum Teil als Bergzeitfahren ausgetragen (bzw. als Gesamtwertung zweier Bergzeitfahren), als Straßenrennen auf einem bergigen Rundkurs (mit oder ohne Bergankunft) oder als Kombination eines Straßenrennens mit einem Bergzeitfahren.
Bis 2010 wurde die Bergmeisterschaft meistens als Rundstreckenrennen ausgetragen. Im Jahr 2011 wurde die Meisterschaft als Kombination zweier Rennen ausgetragen: Ein Bergzeitfahren als Qualifikationslauf und ein Straßenrennen nach der aus dem Skilanglauf und Nordischen Kombination bekannten Gundersen-Methode, das heißt die Fahrer starten mit den Zeitabständen aus der Qualifikation in das anschließende Verfolgungsrennen. In 2012, 2013, 2014 und 2015 wurde die Meisterschaft als reines Bergzeitfahren ausgetragen, seit 2016 aber wieder als Rundstreckenrennen.

## Sieger

### Männer Elite
- 2024 Anton Schiffer
- 2023 Jannis Peter
- 2022 Johannes Adamietz
- 2021 Tobias Nolde
- 2020 Christian Koch
- 2019 Simon Nuber
- 2018 Immanuel Stark
- 2017 Raphael Freienstein
- 2016 Mario Vogt
- 2015 Frederik Dombrowski
- 2014 Sebastian Baldauf
- 2013 Wolfram Kurschat
- 2012 Dirk Müller -2-
- 2011 Dirk Müller
- 2010 Robert Retschke -3-
- 2009 Andreas Schillinger -2-
- 2008 Björn Papstein
- 2007 Andreas Schillinger
- 2006 Robert Retschke -2-
- 2005 Robert Retschke
- 2004 Philipp Mamos
- 2003 Markus Fothen
- 2002 Jörn Reuß
- 2001 René Weissinger
- 2000 Andreas Sauerborn
- 1999 Jens Zemke -3-
- 1998 Jens Zemke -2-
- 1997 Jens Zemke
- 1996 Michael Schlickum
- 1995 Alexander Kastenhuber

### Frauen Elite
- 2020 Gudrun Stock
- 2019 Carolin Schiff
- 2018 Jacqueline Dietrich -2-
- 2017 Wiebke Rodieck
- 2016 Jacqueline Dietrich
- 2015 Beate Zanner
- 2014 Lisa Brennauer
- 2013 Mieke Kröger
- 2012 Hanka Kupfernagel -2-
- 2011 Hanka Kupfernagel
- 2010 Madeleine Sandig
- 2009 Trixi Worrack -3-
- 2008 Trixi Worrack -2-
- 2007 Claudia Häusler
- 2006 Tina Liebig
- 2005 Trixi Worrack
- 2004 Judith Arndt
- 2003 Liane Bahler

### Männer U23
- 2024 Moritz Kretschy
- 2023 Pierre-Pascal Keup
- 2022 Alexander Tarlton
- 2022 Alexander Tarlton
- 2021 Alexander Tarlton
- 2020 Michel Heßmann
- 2019 Dominik Bauer
- 2018 Jonas Rutsch
- 2017 Johannes Adamietz
- 2016 Christian Koch
- 2015 Lennard Kämna
- 2014 Emanuel Buchmann
- 2013 Silvio Herklotz
- 2012 Michel Koch
- 2011 Nils Plötner
- 2010 Maximilian May
- 2009 Kim Lachmann
- 2008 David Rösch
- 2007 Tony Martin
- 2006 Marcel Fischer
- 2001–2005 nicht ausgetragen
- 2000 Björn Schröder
- 1999 Torsten Hiekmann
- 1998 Manuel Christian

### Berufsfahrer (1925–1970)
| - 1925 Herbert Nebe - 1939 Werner Richter - 1961 Hennes Junkermann -4- - 1962 Hennes Junkermann -3- - 1963 Karl-Heinz Kunde -2- - 1964 Hennes Junkermann -2- | - 1965 nicht ausgetragen - 1966 Hennes Junkermann - 1967 und 1968 nicht ausgetragen - 1969 Herbert Wilde - 1970 Karl-Heinz Kunde - nach 1970 nicht ausgetragen |

### Amateure (1921–1994)
| - 1921 Johannes Walbeck - 1924 Hans Mandelartz - 1925 Willie Damm - 1927 Erich Reim - 1938 Willy Irrgang - 1961 Winfried Bölke - 1962 Herbert Wilde - 1963 Herbert Wilde -2- - 1964 Herbert Wilde -3- - 1965 Horst Kämpfer - 1966 Peter Herzig - 1967 Horst Kämpfer -2- - 1968 Hans Wulf - 1969 Horst Kämpfer -3- - 1970 Hanno Podbielski - 1971 Burkhard Fritzsche - 1972 Harald Sütterlin - 1973 Erwin Derlick - 1974 Michael Becker - 1975 Rudi Zalfen | - 1976 David Dobler - 1977 Stefan Bucher - 1978 Stefan Bucher • in Kirchheimbolanden - 1979 Raimund Dietzen - 1980 Matthias Ortlepp - 1981 Raimund Dietzen -2- - 1982 Ulrich Rottler - 1983 Michael Schenk - 1984 Michael Schenk -2- - 1985 Michael Schenk -3- - 1986 Hartmut Bölts • in Bühlertal - 1987 Michael Schenk -4- - 1988 Michael Schenk -5- - 1989 Robert Matwew - 1990 Mario Hernig - 1991 Jürgen Rodenbeck - 1992 Dirk Baldinger - 1993 Jens Zemke - 1994 Stephan Gottschling |

## Siegerliste DDR-Bergmeisterschaft
| - 1990 Gerd Audehm - 1985–1989 nicht ausgetragen - 1984 Holger Müller - 1983 Olaf Ludwig - 1982 Matthias Lendt - 1981 Lutz Lötzsch | - 1980 Andreas Petermann - 1979 Jörg Köhler - 1978 Bernd Drogan -2- - 1977 Bernd Drogan - 1976 Siegbert Schmeisser - 1975 Hans-Joachim Hartnick - 1970–1974 nicht ausgetragen | - 1969 Axel Peschel -2- - 1968 nicht ausgetragen - 1967 Siegfried Huster -2- - 1966 Siegfried Huster - 1965 Axel Peschel - 1964 Rüdiger Tanneberger |